# Benny Parsons
Benny Parsons, född den 12 juli 1941 i Wilkesboro, North Carolina, USA, död den 16 januari 2007 i Charlotte, North Carolina, USA, var en amerikansk racerförare.

## Racingkarriär
Parsons vann ARCA-mästerskapet 1968 och 1969, vilket gav honom chansen i Nascar Winston Cup, där han skulle nå stora framgångar under 1970-talet. Han första seger kom 1971 på South Boston Speedway, och sedan blev han femma i mästerskapet 1972. Hans stora säsong var 1973, då han vann titeln, trots att han bara vann ett race under hela säsongen, mot konkurrenten David Pearsons elva. Pearson tävlade dock inte hela säsongen, vilket gjorde att Parsons kunde vinna titeln. Parsons blev sedan en av seriens mest jämna förare, och slutade mellan tredje och femte plats varje säsong mellan 1974 och 1980. Hans sista seger kom på Atlanta Motor Speedway 1984, och han gjorde sin sista start Nascar Winston Cup Series 1988, innan han blev analytiker om NASCAR-loppen på TV. Han dog 2007 av lungcancer.